# Heinrich Holste
Heinrich Holste (* 21. März 1888 in Schierholz, Kreis Hoya; † 4. Juni 1964 in Aurich) war  ein deutscher Politiker (NLP) und Mitglied des Ernannten Hannoverschen Landtags.
Holste war Kaufmann und Geschäftsleiter. Er war Mitglied des Ernannten Hannoverschen Landtages vom 23. August 1946 bis zum 29. Oktober 1946. Er starb am 4. Juni 1964 in Aurich.

## Quelle
- Barbara Simon: Abgeordnete in Niedersachsen 1946–1994. Biographisches Handbuch. Hrsg. vom Präsidenten des Niedersächsischen Landtages. Niedersächsischer Landtag, Hannover 1996, S. 171.

| Personendaten    | Personendaten                 |
| ---------------- | ----------------------------- |
| NAME             | Holste, Heinrich              |
| KURZBESCHREIBUNG | deutscher Politiker (DP), MdL |
| GEBURTSDATUM     | 21. März 1888                 |
| GEBURTSORT       | Schierholz                    |
| STERBEDATUM      | 4. Juni 1964                  |
| STERBEORT        | Aurich                        |